# كسر مستمر
{\displaystyle a_{0}+{\cfrac {1}{a_{1}+{\cfrac {1}{a_{2}+{\cfrac {1}{\ddots +{\cfrac {1}{a_{n}}}}}}}}}}

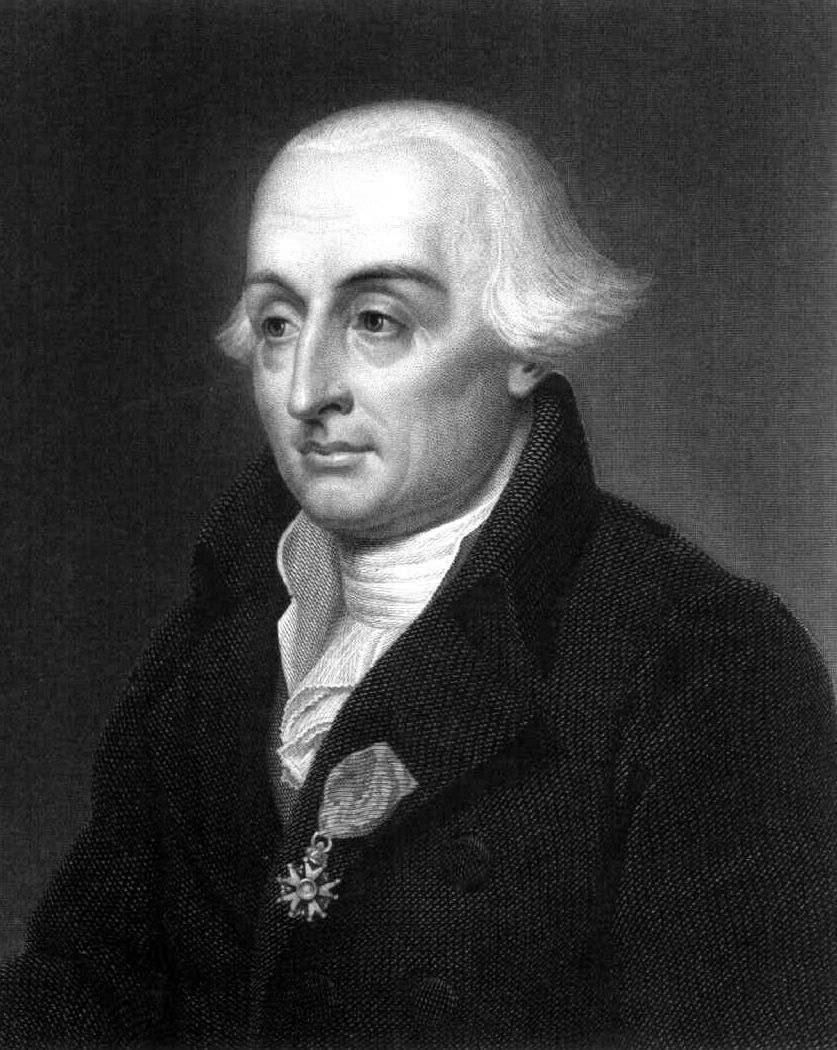

كسر مستمر منته، حيث n عدد صحيح موجب وa0 عدد صحيح، و ai عدد صحيح موجب بالنسبة إلى i=1,…,n.
في الرياضيات، الكسر المستمر (بالإنجليزية: Continued fraction)‏ هو كسر يأخذ الصيغة التالية :
{\displaystyle x=a_{0}+{\cfrac {1}{a_{1}+{\cfrac {1}{a_{2}+{\cfrac {1}{a_{3}+{\cfrac {1}{\ddots \,}}}}}}}}}
حيث a0 عدد صحيح والاعداد (ai (i ≠ 0 هي أعداد موجبة. يتم تعريف التعبيرات الأطول بالمثل.
إذا سُمح لكل بسط جزئي ومقام جزئي أن يأخذا قيما اختيارية، والتي يمكن أن تكون دوالا رياضية، يصبح التعبير الناتج كسرا مستمرا معمما.

## تحفيز
الهدف الرئيسي من تعريف الكسور المستمرة هو الحصول على تمثيل رياضي بحت للأعداد الحقيقية. الكثير يعلم عن التمثيل العشري للأعداد الحقيقية والتي تعرف بالعلاقة:
{\displaystyle r=\sum _{i=0}^{\infty }a_{i}10^{-i},}
حيث a0 عدد صحيح، وكل ai آخر هو عنصر في المجموعة {0, 1, 2,..., 9}. بهذا التمثيل، يمكن تمثيل العدد باي π على سبيل المثال، بتعاقب من الاعداد (ai) = (3, 1, 4, 1, 5, 9, 2,...).
لهذا التمثيل بعض المشاكل. أحدها أن العديد من الأعداد النسبية تفتقر إلى التمثيل المحدود بهذا النظام. على سبيل المثال العدد 1/3 يمثل بسلسلة متعاقبة (0, 3, 3, 3, 3,....). يمكن للكسور المستمرة تفادي مثل هذه المشاكل.
لنتمعن العدد 415/93، يمكن وصفه على أنه تقريبا 4.4624، وبتقريب أكثر 4. في الحقيقة أكبر بقليل من 4، وبتقريب أكثر 4 + 1/2. ولكن 2 في المقام ليس صحيحا;المقام الأصح هو أكثر بقليل من 2، تقريبا 2 + 1/6، أي 415/93 4 + 1/(2 + 1/6). لكن 6 في المقام ليس دقيقا أيضا; أي أن القيمة الدقيقة للمقام هي 6+1/7. إذن 415/93 هو بالحقيقة 4+1/(2+1/(6+1/7)) بالضبط.
بإهمال الاجزاء المتبقية من التعبير 4 + 1/(2 + 1/(6 + 1/7)) يعطى الرمز المختصر [4; 2، 6، 7].
لهذا الترميز بعض الخصائص المميزة:
- تمثيل الكسر المستمر لعدد هو منتهي إذا وإذا كان العدد نسبي.
- تمثيلات الكسور المستمرة للأعداد النسبية البسيطة تكون عادة قصيرة.
- لكل عدد نسبي تمثيل فريد من الكسر المستمر.
- تمثيل الكسر المستمر لعدد غير نسبي هو فريد.
- بنود الكسر المستمر قابلة للمعاودة إذ وإذا كان فقط تمثيل الكسر المستمر عدد مربع غير نسبي.
- تقريب تمثيل الكسر المستمر لعدد x ينتج عنه تقريب نسبي لـx والذي يمثل التقريب الأمثل.

## حساب تمثيل الكسور المستمرة
ليكن العدد الحقيقي r, وليكن i الجزء الصحيح وf الجزء الكسري ل r.
وبالتالي يمثل الكسر المستمر بالصورة r is [i; …]، حيث "…" هو تمثيل الكسر المستمر لـ 1/f. من المعتاد ابدال الفاصلة الأولى بفاصلة منقوطة.
لحساب الكسر المستمر للعدد r، اكتب الجزء الصحيح. ثم اطرحه من r. إذا كان الفرق هو 0، توقف هنا; مالم جد المقلوب وأستمر بالعمليات السابقة. سيتوقع هذا الاجراء إذا وفقط إذا كان r نسبيا.
| أوجد صورة الكسر المستمر للعدد 3.245                                      | أوجد صورة الكسر المستمر للعدد 3.245                         | أوجد صورة الكسر المستمر للعدد 3.245                       | أوجد صورة الكسر المستمر للعدد 3.245                        | أوجد صورة الكسر المستمر للعدد 3.245                       |
| ------------------------------------------------------------------------ | ----------------------------------------------------------- | --------------------------------------------------------- | ---------------------------------------------------------- | --------------------------------------------------------- |
| {\displaystyle 3\,}                                                      | {\displaystyle 3.245\ \left(3{\tfrac {49}{200}}\right)-3\,} | {\displaystyle =0.245\ \left({\tfrac {49}{200}}\right)\,} | {\displaystyle 1/0.245\ \left({\tfrac {200}{49}}\right)\,} | {\displaystyle =4.082\ \left(4{\tfrac {4}{49}}\right)\,}  |
| {\displaystyle 4\,}                                                      | {\displaystyle 4.082\ \left(4{\tfrac {4}{49}}\right)-4\,}   | {\displaystyle =0.082\ \left({\tfrac {4}{49}}\right)\,}   | {\displaystyle 1/0.082\ \left({\tfrac {49}{4}}\right)\,}   | {\displaystyle =12.250\ \left(12{\tfrac {1}{4}}\right)\,} |
| {\displaystyle 12\,}                                                     | {\displaystyle 12.250\ \left(12{\tfrac {1}{4}}\right)-12\,} | {\displaystyle =0.250\ \left({\tfrac {1}{4}}\right)\,}    | {\displaystyle 1/0.250\ \left({\tfrac {4}{1}}\right)\,}    | {\displaystyle =4.000\,}                                  |
| {\displaystyle 4\,}                                                      | {\displaystyle 4.000-4\,}                                   | {\displaystyle =0.000\,}                                  | توقف                                                       |                                                           |
| الكسر المستمر لـ 3.245 هو [3; 4, 12, 4]                                  |                                                             |                                                           |                                                            |                                                           |
| {\displaystyle 3.245=3+{\cfrac {1}{4+{\cfrac {1}{12+{\cfrac {1}{4}}}}}}} |                                                             |                                                           |                                                            |                                                           |

## صور الكسور المستمرة
{\displaystyle x=[a_{0};a_{1},a_{2},a_{3}]\;}
أو
{\displaystyle x=a_{0}+{\frac {1\mid }{\mid a_{1}}}+{\frac {1\mid }{\mid a_{2}}}+{\frac {1\mid }{\mid a_{3}}}.}
أو
{\displaystyle x=a_{0}+{1 \over a_{1}+}{1 \over a_{2}+{}}{1 \over a_{3}+{}}.}
وأحيانا
{\displaystyle x=\left\langle a_{0};a_{1},a_{2},a_{3}\right\rangle .\;}
أو
{\displaystyle [a_{0};a_{1},a_{2},a_{3},\,\ldots ]=\lim _{n\to \infty }[a_{0};a_{1},a_{2},\,\ldots ,a_{n}].}

## الكسور المستمرة المنتهية
هناك صورتان للكسر المستمر المنتهي:
{\displaystyle [a_{0};a_{1},a_{2},a_{3},\,\ldots ,a_{n},1]=[a_{0};a_{1},a_{2},a_{3},\,\ldots ,a_{n}+1].\;}
مثل,
{\displaystyle 2.25=9/4=[2;3,1]=[2;4],\;}
{\displaystyle -4.2=-21/5=[-5;1,3,1]=[-5;1,4].\;}

## الكسور المستمرة للمقاليب
مثل,
{\displaystyle 2.25={\frac {9}{4}}=[2;4],\;}
{\displaystyle {\frac {1}{2.25}}={\frac {4}{9}}=[0;2,4].\;}

## الكسور المستمرة غير المنتهية
{\displaystyle {\frac {a_{0}}{1}},\qquad {\frac {a_{1}a_{0}+1}{a_{1}}},\qquad {\frac {a_{2}(a_{1}a_{0}+1)+a_{0}}{a_{2}a_{1}+1}},\qquad {\frac {a_{3}(a_{2}(a_{1}a_{0}+1)+a_{0})+(a_{1}a_{0}+1)}{a_{3}(a_{2}a_{1}+1)+a_{1}}}.}
وبصيغة أخرى:
{\displaystyle h_{n}=a_{n}h_{n-1}+h_{n-2},\qquad k_{n}=a_{n}k_{n-1}+k_{n-2}.}
وتكون الصيغ المتقاربة
{\displaystyle {\frac {h_{n}}{k_{n}}}={\frac {a_{n}h_{n-1}+h_{n-2}}{a_{n}k_{n-1}+k_{n-2}}}.}

## بعض المبرهنات المفيدة
إذا كان a0، a1، a2،... متوالية من الأعداد الموجبة، تعرف التعاقب {\displaystyle h_{n}} و{\displaystyle k_{n}} بالمعاودة:
| {\displaystyle h_{n}=a_{n}h_{n-1}+h_{n-2}\,} |  |  | {\displaystyle h_{-1}=1\,} |  | {\displaystyle h_{-2}=0\,} |
| {\displaystyle k_{n}=a_{n}k_{n-1}+k_{n-2}\,} |  |  | {\displaystyle k_{-1}=0\,} |  | {\displaystyle k_{-2}=1\,} |

### نظرية 1
لاي {\displaystyle x\in \mathbb {R} } موجب
{\displaystyle \left[a_{0};a_{1},\,\dots ,a_{n-1},x\right]={\frac {xh_{n-1}+h_{n-2}}{xk_{n-1}+k_{n-2}}}.}

### نظرية 2
التقاربات [a0; a1, a2,...]تعطى بالعلاقة
{\displaystyle \left[a_{0};a_{1},\,\dots ,a_{n}\right]={\frac {h_{n}}{k_{n}}}.}

### نظرية 3
إذا كان التقارب النوني n لكسر مستمر هو {\displaystyle h_{n}/k_{n}}، حينئذ
{\displaystyle k_{n}h_{n-1}-k_{n-1}h_{n}=(-1)^{n}.\,}

## نشر π في كسر مستمر
{\displaystyle {\frac {3}{1}},{\frac {22}{7}},{\frac {333}{106}},{\frac {355}{113}},\,\ldots }
{\displaystyle {\frac {3}{1}}+{\frac {1}{1\times 7}}-{\frac {1}{7\times 106}}+{\frac {1}{106\times 113}}-\cdots }
الصورة المختصرة:
{\displaystyle \pi =[3;7,15,1,292,1,1,1,2,1,3,1,14,2,1,1,2,2,2,2,1,84,\cdots ]}
أو
{\displaystyle \pi =3+{\cfrac {1}{7+{\cfrac {1}{15+{\cfrac {1}{1+{\cfrac {1}{292+{\cfrac {1}{1+{\cfrac {1}{1+{\cfrac {1}{1+{\cfrac {1}{2+{\cfrac {1}{1+{\cfrac {1}{3+{\cfrac {1}{1+{\cfrac {1}{14+{\cfrac {1}{2+{\cfrac {1}{1+{\cfrac {1}{1+{\cfrac {1}{2+\cdots }}}}}}}}}}}}}}}}}}}}}}}}}}}}}}}}}
كما أن هناك صيغ أكثر انتظاما:
{\displaystyle \pi =3+{\cfrac {1^{2}}{6+{\cfrac {3^{2}}{6+{\cfrac {5^{2}}{6+{\cfrac {7^{2}}{6+{\cfrac {9^{2}}{6+{\cfrac {11^{2}}{6+{\cfrac {13^{2}}{6+{\cfrac {15^{2}}{6+\cdots }}}}}}}}}}}}}}}}\ ={\cfrac {4}{1+{\cfrac {1^{2}}{3+{\cfrac {2^{2}}{5+{\cfrac {3^{2}}{7+{\cfrac {4^{2}}{9+{\cfrac {5^{2}}{11+{\cfrac {6^{2}}{13+{\cfrac {7^{2}}{15+\cdots }}}}}}}}}}}}}}}}}

## أنماط منتظمة من الكسور المستمرة
{\displaystyle e=\exp(1)=[2;1,2,1,1,4,1,1,6,1,1,8,1,1,10,1,1,12,\dots ]\,\!.}
ولدينا أيضا، عندما n عدد صحيح أكبر من الواحد,
{\displaystyle \exp(1/n)=[1;n-1,1,1,3n-1,1,1,5n-1,1,1,7n-1,\dots ]\,\!.}
إذا كانت n ّعدد فردي
{\displaystyle \exp(2/n)=[1;(n-1)/2,6n,(5n-1)/2,1,1,\dots ,3k+(n-1)/2,(12k+6)n,3k+(5n-1)/2,1,1,\dots ]\,\!}
الحالة الخاصة عند n = 1:
{\displaystyle e^{2}=\exp(2)=[7;2,1,1,3,18,5,1,1,6,30,8,1,1,9,42,11,1,1,\dots ,3k,12k+6,3k+2,1,1,\dots ]\,\!.}
الكسر المستمر لظل المقلوب الزائدي
{\displaystyle \tanh(1/n)=[0;n,3n,5n,7n,9n,11n,13n,15n,17n,19n,\dots ]\,\!}
حيث n عدد صحيح موجب; كذلك
{\displaystyle \tan(1)=[1;1,1,3,1,5,1,7,1,9,1,11,1,13,1,15\dots ]\,\!}
و
{\displaystyle \tan(1/n)=[0;n-1,1,3n-2,1,5n-2,1,7n-2,\dots ]\,\!.}
إذا كانت (In(x هي دالة بسل المعدلة من النوع الأول، فإنه يمكن تعريف دالة على الصورة الكسرية p/q
{\displaystyle S(p/q)={\frac {I_{p/q}(2/q)}{I_{1+p/q}(2/q)}},}
{\displaystyle a_{0}+{\cfrac {1}{a_{1}+{\cfrac {1}{a_{2}+{\cfrac {1}{\ddots +{\cfrac {1}{a_{n}}}}}}}}}}
كسر متصل منته,حيث a0 هو عدد صحيح ما، و n هو عدد صحيح طبيعي و ai هي أعداد صحيحة طبيعية.
الكسور المستمرة هي واحدة من الطرق الأكثر طبيعية من أجل تمثيل الأعداد الحقيقية.
على سبيل المثال، العدد π يمثل بسلسلة الأعداد التالية :
(...,ai = (3,1,4,1,5,9,2
لتمثيل الأعداد الحقيقية بالكسور المستمرة مجموعة من الخصائص المهمة :
- التمثيل لعدد حقيقي ما بالكسور المستمرة هو منته إذا وفقط إذا كان ذلك العدد جذريا.
- لكل عدد جذري تمثيل واحد، عموما، بالكسور المستمرة. على سبيل الدقة، كل عدد جذري يمثل بالكسور المستمرة على شكلين اثنين، يحدد منهما الواحد الآخر.

[a0; a1, … an − 1, an] = [a0; a1, … an − 1, an − 1, 1]
- لكل عدد غير جذري، تمثيل وحيد بالكسور المستمرة.

## تاريخ الكسور المستمرة
- في عام 1737، درس ليونهارت أويلر خصائص الكسور المستمرة واستنتج أن e عدد غير جذري.
- في عام 1761، أثبت يوهان لامبرت لأول مرة أن {\displaystyle {\pi }} عدد غير جذري. استعمل من أجل هذا الهدف الكسور المستمرة الممثِلة ل tan(x).

## وصلات خارجية
- ما هو الكسر المستمر وما تطبيقاته - موقع إجابة.